# Schutzgebühr
Die Schutzgebühr ist eine Auslagenerstattung für ein Produkt, das nicht verschenkt, sondern meist zum Selbstkostenpreis oder darunter abgegeben werden soll. 
Produkte und Publikationen werden gegen diese Schutzgebühr (nicht zu verwechseln mit Schutzgeld) abgegeben, wenn der Produzent oder Händler keinen marktüblichen Preis dafür erheben möchte. Die Schutzgebühr ist i. d. R. nicht kostendeckend. Sie ist eine Alternative zur kostenlosen Abgabe und verleiht dem ansonsten zu verschenkenden Kaufgegenstand einen gewissen Wert. Mit der Erhebung einer Schutzgebühr kann man sicherstellen, dass nur Personen, die ein tieferes Interesse an einer Sache haben, diese anfordern.
Schutzgebühren werden heute von vielen öffentlichen Einrichtungen, staatlichen Organen, Bildungs- und Forschungseinrichtungen, Vereinen und selbst privaten Anbietern für bestimmte Dokumentationen, Ausschreibungen, Urteilssammlungen, Gesetzessammlungen, Veröffentlichungen, Merkblätter, Vorableistungen u. ä. verlangt. Auch im Versandhandel ist die Erhebung einer Schutzgebühr bei umfangreichen gedruckten Katalogen gebräuchlich: Hierbei wird die erhobene Schutzgebühr bei anschließenden Bestellungen oft auf den Kaufpreis angerechnet.
In Deutschland gibt es keine rechtlich verbindliche Definition des Begriffes „Schutzgebühr“. Tatsächlich handelt es sich bei dieser allerdings schlicht um einen Kaufpreis für den Erwerb einer Sache und nicht um eine Gebühr im eigentlichen Sinne. Eine Kostendeckung ist hierfür nicht erforderlich.